# Погорельщина (Коренёвский сельсовет)
Погоре́льщина (бел. Пагарэ́льшчына, пол. Pogorzelszczyzna) — деревня в Сморгонском районе Гродненской области Белоруссии.
Входит в состав Коренёвского сельсовета.
Расположена в центральной части района на левобережьи реки Ратагол. Расстояние до районного центра Сморгонь по автодороге — около 7 км, до центра сельсовета деревни Корени по прямой — чуть менее 3,5 км. Ближайшие населённые пункты — Белевичи, Матюляны, Яжги. Площадь занимаемой территории составляет 0,1730 км², протяжённость границ 2270 м.
Согласно переписи население деревни в 1999 году насчитывало 41 человек.
Название происходит от слова гарь — часть территории леса, на которой деревья повреждены или уничтожены пожаром.
Автомобильной дорогой местного значения Н6447 деревня связана с дорогой Н6418 Корени — Белевичи — Осиновщизна.